# 428: Fūsa Sareta Shibuya de
428: Shibuya Scramble (428 〜封鎖された渋谷で〜 literalmente "428: en un Shibuya bloqueado") es una novela visual y videojuego de aventura creado por Kōichi Nakamura y Jiro Ishii, desarrollado por la compañía de Nakamura Chunsoft, y publicado por Sega, originalmente en Japón para la consola Wii el 4 de diciembre de 2008. El juego también fue adaptado por Spike para PlayStation 3 y PlayStation Portable. Una versión para iOS y Android fue lanzada también en el 2011.
428: Shibuya Scramble de es una novela visual situada en el barrio de Shibuya de Tokio, donde la narrativa es presentada mediante una combinación de texto desplazable, imágenes fijas de acción en vivo y secuencias de vídeo. El juego comparte muchos elementos de la historia y del sistema de juego con novela visual de sonido de Chunsoft de 1998 Machi, siendo lo más destacado el entorno local de Shibuya. Aunque Chunsoft no declara abiertamente que 428 es una secuela, el juego contiene numerosas referencias a Machi, y un lema publicitario temprano que dice "rompiendo un largo silencio, Shibuya se pone en marcha de nuevo."
El videojuego ha recibido grandes elogios de la crítica, ganando una puntuación perfecta en Famitsū Weekly, la mayor revista de videojuegos que circula en Japón. El juego también cuenta con un escenario especial aportado por Kinoko Nasu y Takashi Takeuchi de Type-Moon, los cuales escribieron y proporcionaron el diseño de personajes respectivamente. Posteriormente fue anunciado por Sega que este escenario en particular por Type-Moon sería adaptado en una serie de televisión de anime titulada Canaan, la cual comenzó a transmitirse en Japón el 4 de julio de 2009. Se publicó una serie de cuatro novelas basadas en el juego por Kōdansha entre los meses de septiembre y diciembre de 2009.

## Historia
Un evento importante que podría sacudir el mundo se ha disparado en las calles de Shibuya. Cinco personajes principales tienen 10 horas para juntarse y resolver el misterio detrás de lo que inicialmente parecía ser un caso de rescate de secuestro ordinario.

### Personajes
- Achi Endo (遠藤 亜智 'Endo Achi'?)

Un hombre que ama Shibuya más que a cualquier otro lugar, Achi es el exjefe de KOK, el clan de la calle más influyente en Shibuya. Desde que él dejó KOK, ahora pasa sus días limpiando las calles y recogiendo basura. Durante su rutina diaria de limpieza viaria, encuentra y salva a una joven que casi fue asesinada por un hombre con una pistola.
- Shinya Kanou (加納 慎也 'Kanou Shinya'?)

Un joven detective del Departamento de Policía de Shibuya, Kanou es uno de los detectives a pie cerca de Hitomi, una joven cuya hermana gemela María fue secuestrada para pedir rescate. El secuestrador había especificado que Hitomi llevara el dinero a su lugar de recogida, la estación de Shibuya. A medida que el criminal se presenta y corre con el dinero, Kanou comienza a perseguirlo.
- Kenji Osawa (大沢 賢治 'Osawa Kenji'?)

Un experto en virus y el padre de Hitomi y Maria Osawa. Como el director del laboratorio de Okoshi Pharmaceutical, Osawa lleva una vida de ermitaño. Una semana después de su viaje de negocios en Estados Unidos, recibe una serie de mensajes de correo electrónico misteriosos que indican que alguien había llevado a cabo un estudio clínico no autorizado de un medicamento antiviral que él había estado investigando.
- Minoru Minorikawa (御法川 実 'Minorikawa Minoru'?)

Un escritor independiente impulsivo, Minorikawa recibe una llamada desesperada de su antiguo jafe, Toyama. Toyama, ahora el presidente de una pequeña editorial, fue inundado en deudas y es ahora obligado a completar el último número de su revista en un solo día. Minorikawa ofrece ayudarlo a terminar la revista.
- Tama (タマ?)

Una misteriosa personaje con un traje de gato. Tama, una persona de identidad desconocida, está trabajando en un traje de gato como una trabajadora temporal de un día con el fin de comprar un determinado objeto se encontró en una tienda. Comienza su labor de promoción de una bebida de dieta, "Burning Hammer."

## Sistema de juego
428 es una novela visual de aventura donde los jugadores toman parte en los acontecimientos desde la perspectiva de múltiples protagonistas, todos actuando en paralelo con ningún conocimiento del otro. Situado en la ciudad japonesa moderna de Shibuya, Tokio, los personajes están involucrados en un misterio que no puede ser resuelto sin sus interacciones, y la trama se hace avanzar siguiendo las pistas que se encuentran en el texto del juego y que acompañan secuencias de vídeo y tomando decisiones sobre qué camino cada protagonista debe seguir. Dependiendo de las elecciones del jugador, una serie de nuevos escenarios se hacen disponibles, los cuales en última instancia conducen a finales y resultados diferentes. El videojuego cuenta con hasta 85 diferentes finales posibles.

### Mecánica paralela
Los jugadores leen y cambian entre múltiples historias que tienen lugar en el mismo periodo de tiempo, cada una vista desde el punto de vista de un personaje diferente. Las decisiones tomadas en la historia de un personaje pueden afectar inadvertidamente la historia de otro personaje de manera imprevista. El formato es similar al de anteriores novelas visuales no lineales con múltiples perspectivas, como Machi (1998) y Eve Burst Error (1995), y puede también ser comparado con las películas no lineales como Pulp Fiction (1994), Magnolia (1999) o Vantage Point (2008).
Por ejemplo, el juego comienza con un detective (protagonista # 1) a la espera de un secuestrador que va a recoger el dinero de rescate, el cual está siendo llevado por una joven. Otro personaje, un joven que va paseando (protagonista # 2), se encuentra con la escena. El protagonista # 2 ahora tiene una opción de acercarse a la joven portadores del dinero del rescate o no; si él se acerca, su historia llega a un callejón sin salida al ser arrestado erróneamente, pero no solo eso, la historia del detective también llega a un callejón sin salida por el arresto equivocado.
El papel del jugador es averiguar cuales acciones están afectando a quién, y encontrar las decisiones correctas para llevar a cada protagonista a las conclusiones de sus argumentos. El juego ofrece una pantalla gráfica de tiempo en que los acontecimientos de todas las historias de los protagonistas se muestran en orden cronológico.
Texto en color-azul se entremezcla en el texto. Este se puede seleccionar con el mando como un hipervínculo ofreciendo consejos. Los consejos, cuando se seleccionan, proporcionan una breve página de texto explicativo que pueden revelar la definición de un término técnico, proporcionar alguna información sobre el tema, o simplemente ofrecer una breve digresión de la historia. Texto de color rojo, también seleccionable, marca el nombre de un protagonista diferente y permite al jugador para saltar de un protagonista a otro, a menudo la única manera de hacer que un personaje de la historia avance.
El juego se desarrolla en un período de diez horas, que se inicia a las 10:00 a. m. del 28 de abril y termina a las 8:00 p. m. El juego está dividido en segmentos de una hora. Liderando cada protagonista al final de la hora desbloquea la siguiente hora para ser jugada.

## Recepción
La revista semanal Famitsū Weekly dio a 428: Shibuya Scramble de una puntuación de 40/40. Esto hace a 428 el noveno juego en recibir un puntaje perfecto de la revista desde su creación en 1986, y en la actualidad es el único que nunca se ha lanzado fuera de Japón. También es el segundo de los cinco juegos de Wii en recibir la puntuación, siendo los otros Super Smash Bros. Brawl, Monster Hunter Tri, New Super Mario Bros. Wii y The Legend of Zelda: Skyward Sword. Esto no tiene precedentes en la historia de Famitsu, ya que marca la primera vez que dos juegos lanzados en el mismo sistema de videojuegos recibieron una puntuación perfecta en el mismo año. El juego, además, ganó el "Premio Dramático" de la publicación en 2008.
La versión de Wii de 428: Shibuya Scramble fue el octavo videojuego más vendido en Japón durante su semana de lanzamiento: vendió 34 000 unidades. Las ventas de fin de año del juego totalizaron 53 315 unidades. El juego fue más tarde lanzado bajo la «Selección de recomendación de todos» de Nintendo.
El juego fue más tarde portado a PlayStation Portable y PlayStation 3 y puesto al público en septiembre de 2009. Una versión para iOS fue lanzada en noviembre de 2011.

## Lanzamiento para occidente
Gracias a la buena acogida 10 años atrás, mientras la desarrolladora Spike Chunsoft estaba en San Francisco, anunció en marzo de 2017 el lanzamiento internacional del juego mostrando un tráiler. El videojuego se llamará en occidente 428: Shibuya Scramble y se anunció que aparecería para las plataformas de PC y PS4 en primavera de 2018. No obstante, en marzo de 2018 se publicó un nuevo tráiler y se retrasó su salida para verano de 2018, oficializándose la fecha de su puesta a la venta en PS4 y Steam para el 28 de agosto del mismo año.